# Dudkowiec kafryjski
Dudkowiec kafryjski (Promerops cafer) – gatunek średniego, osiadłego ptaka z rodziny dudkowców (Promeropidae), obejmującej dwa gatunki występujące w Afryce (dawniej całą rodzinę zaliczano do znacznie większej rodziny miodojadów). Zasiedla tylko skraj południowej Afryki, a jego zasięg ograniczony jest występowaniem jednego rodzaju krzewów z rodziny srebrnikowatych. Nie jest zagrożony, brak podgatunków.

## Morfologia
Występuje dymorfizm płciowy. Długi, czarny i zagięty łukowato dziób. Pióra dookoła dzioba często są żółte od pyłku kwiatowego, który zbiera się w trakcie żerowania ptaków. Ciemnoszary wierzch głowy, pod karkiem brudnojasnożółty w ciemne plamki. Poza tym wierzch ciała czarny w jasne plamki, ale barkówki jasnobrunatne z ciemnym środkiem. Rzucają się w oczy żółte pokrywy podogonowe. Kreskowany spód ciała, zwłaszcza w okolicach szarych nóg. Nogawki są jednak ciemnobrązowe. U samca pierś szara, u samicy biała. Gardło ogólnie białe. Duży obszar dookoła oka szarobrązowy, samo oko brązowe. Pomiędzy gardłem a brzegiem skrzydła płowożółte pióra. U samca bardzo długi ogon, stanowiący prawie 3/4 długości ciała, u samicy ogon jest krótszy.
Wymiary
- długość ciała:
  - samca: 34–44 cm (z czego ogon może sięgać do 30 cm)
  - samicy: 25–29 cm
- masa ciała: 25 g

## Ekologia
Tylko zarośla typu fynbos, w których występują krzewy z rodzaju Protea (srebrniki) (takie jak np. protea królewska), ponieważ żywi się nektarem ich kwiatów. Często zagląda do ogrodów i plantacji tych roślin.

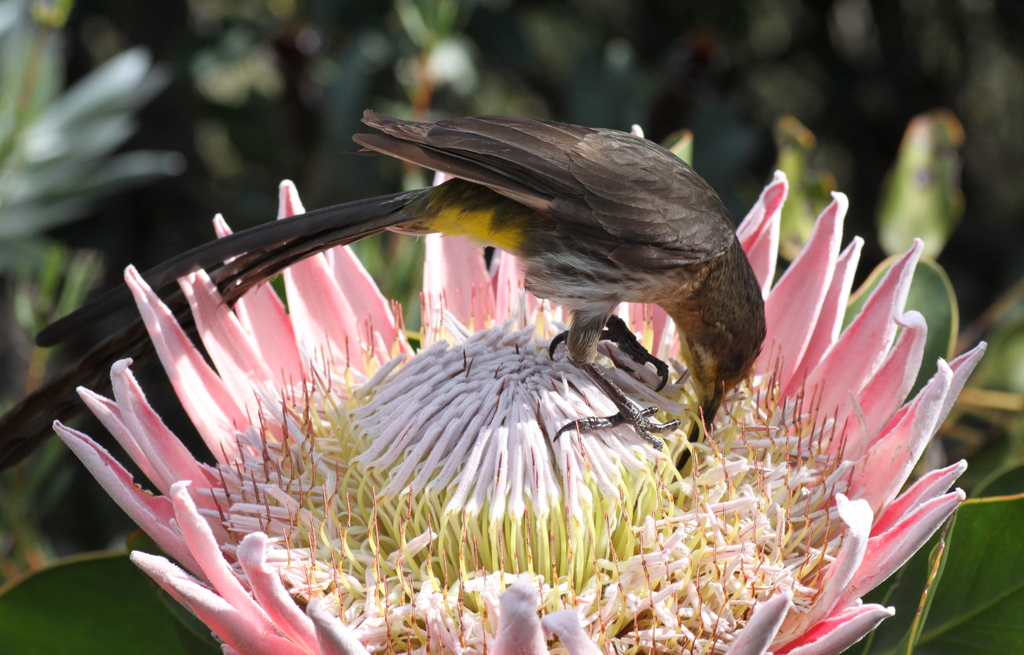
Kwiaty srebrników są podstawowym źródłem pokarmu dudkowców

ZachowanieStwierdzono, że samce z dłuższymi ogonami chętniej są wybierane jako partnerzy. Pary wykazują silny terytorializm.
PożywienieZjada głównie nektar, ale żywi się też pająkami, chrząszczami i innymi owadami latającymi. Ma zagięty dziób i jeszcze dłuższy, szczoteczkowato zakończony język. Podczas żerowania zapyla kwiaty.
LęgiGniazduje od lutego do sierpnia. Składa 1–2 jaja i inkubuje je 17 dni. Budową gniazda i wysiadywaniem zajmuje się wyłącznie samica. Młode karmione są przez obydwoje rodziców. Wyprowadza dwa lęgi rocznie.

## Status
Międzynarodowa Unia Ochrony Przyrody (IUCN) uznaje dudkowca kafryjskiego za gatunek najmniejszej troski (LC – least concern) nieprzerwanie od 1988 roku. Liczebność populacji nie została oszacowana, ale ptak ten opisywany jest jako pospolity w dogodnych dla niego siedliskach. Trend liczebności populacji uznawany jest za stabilny.